# Naoki Ishihara
Naoki Ishihara (石原 直樹 Ishihara Naoki?), född 14 augusti 1984 i Gunma prefektur, är en japansk fotbollsspelare.
Ishihara började sin karriär 2003 i Shonan Bellmare. Han spelade 143 ligamatcher för klubben. Efter Shonan Bellmare spelade han för Omiya Ardija och Sanfrecce Hiroshima. Med Sanfrecce Hiroshima vann han japanska ligan 2012 och 2013. 2015 flyttade han till Urawa Reds. Med Urawa Reds vann han japanska ligacupen 2016. Efter Urawa Reds spelade han för Vegalta Sendai. Han gick tillbaka till Shonan Bellmare 2020.